# Buick Sport Wagon
La Sport Wagon è un'autovettura mid-size prodotta dalla Buick dal 1964 al 1972 solo in versione familiare quattro porte.
Strettamente collegata alla Oldsmobile Vista Cruiser, di cui però non replicò il successo, la Sport Wagon era caratterizzata da un tetto di forma allungata e da finestrature posizionate anche sopra la seconda fila di sedili ed in corrispondenza del bagagliaio. La Sport Wagon era, in sostanza, la versione a passo lungo della Buick Skylark familiare. È stata prodotta in tre serie che vennero commercializzate, rispettivamente, dal 1964 al 1967, dal 1968 al 1969 e dal 1970 al 1972, e che furono tutte basate sul pianale A della General Motors. Dal 1978 al 1980 la Sport Wagon fu invece un allestimento della Century.
Basata sul pianale A della General Motors, la Sport Wagon ebbe il motore installato anteriormente. La trazione era invece posteriore.

## La prima serie: 1964–1967
Il modello è stato introdotto il 1º febbraio 1964. La Sport Wagon era innovativa per l'epoca, e si basava sul pianale A della General Motors, che aveva un passo di 3.048 mm. Quest'ultimo, era quindi 127 mm più lungo di quello delle Skylark berline e familiari.
Il motore installato di serie era un V8 da 5,2 L di cilindrata e 210 CV di potenza. Era invece opzionale un V8 da 5,8 L e 250 CV.
Le Sport Wagon prodotte dal 1964 al 1967 avevano un tettuccio che consisteva in quattro vetri oscurati che circondavano la parte sopraelevata del tetto stesso. Una terza fila di sedili disposta frontemarcia era offerta tra gli optional. Le Sport Wagon erano disponibili negli allestimenti "base" e "Custom".

## La seconda serie: 1968–1969
La riprogettazione del 1968 fu caratterizzata dal ridisegnamento della fiancata, con l'installazione di un profilo ad "S" lungo la linea di cintura. Il tetto, precedentemente suddiviso in due finestrature nella zona posteriore, venne sostituito da un tettuccio la cui zona retrostante era costituita da un pannello in vetro in un pezzo unico, sopra la seconda fila di sedili. Questa caratteristica fu poi ereditata dal modello del 1969. La vetratura sopra il bagagliaio rimase la medesima di quella della serie precedente.
Questa serie di Sport Wagon aveva un passo di 3.073 mm. Ciò permetteva l'installazione di una terza serie di sedili che non era disponibile sulle versioni familiari della Special, le quali avevano invece un passo di 2.946 mm.
I motori disponibili erano due, un V8 da 5,7 L, che era comune con la Skylark, ed un V8 big-block da 6,6 L. Quest'ultimo era disponibile anche sulla Gran Sport.

## La terza serie: 1970–1972
Nel 1970 i modelli mid-size Buick furono riprogettati. La Sport Wagon diventò la versione lussuosa della simile, e meno costosa, Buick Skylark familiare. Le vetrature del tettuccio non vennero più offerte e le Sport Wagon ora avevano un passo di 2.946 mm che era condiviso con la Skylark quattro porte berlina.

## La Sport Wagon come allestimento della Century: 1978–1980
Dal 1978 al 1980 la "Sport Wagon" fu un allestimento della Century familiare. Esso comprendeva una differente calandra che era dotata di inserti in tinta con la carrozzeria, di una verniciatura speciale, di ruote sportive e di sospensioni particolari.